# Formosaspis formosana
Formosaspis formosana är en insektsart som först beskrevs av Takahashi 1931.  Formosaspis formosana ingår i släktet Formosaspis och familjen pansarsköldlöss. Inga underarter finns listade i Catalogue of Life.